# مركبة ليوناردو القتالية

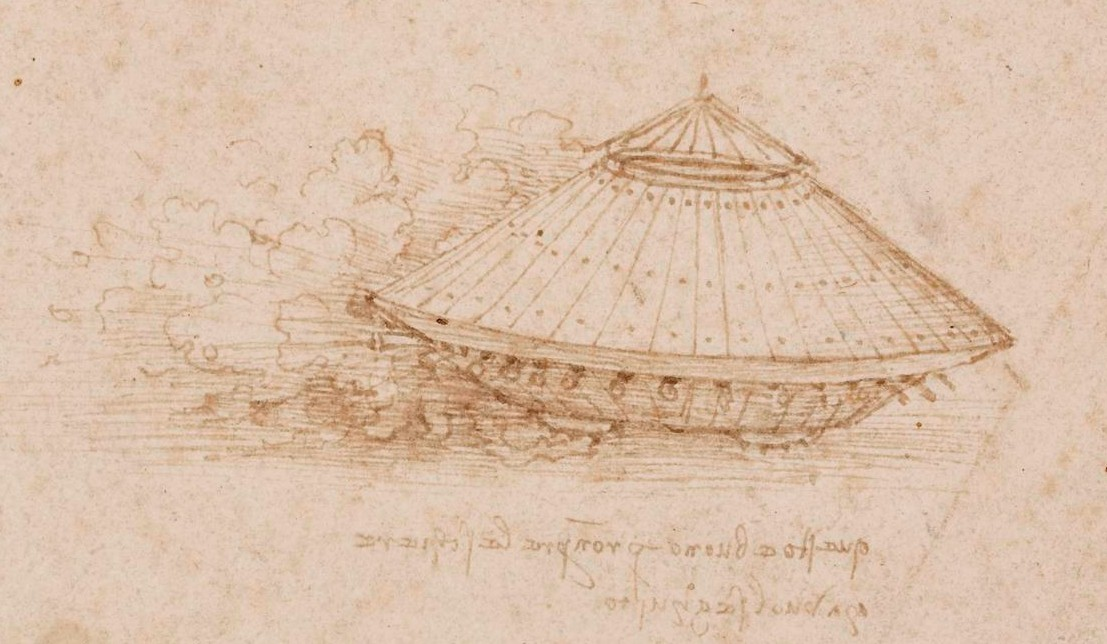
الرسم الأصلي لمركبة ليوناردو.

مركبة ليوناردو القتالية هي إحدى مفاهيم الفنان الإيطالي ليوناردو دا فينشي بالتصميم. تعود إلى عام 1487 عندما التحق ليوناردو بخدمة الدوق لودوفيكو سفورزا، إذ صرّح له عبر رسالة بأنه قادر على صنع مركبة قتاليّة. تُوصف في بعض الأحيان على أنها نموذج أولي للدبّابات الحديثة.

## التصميم

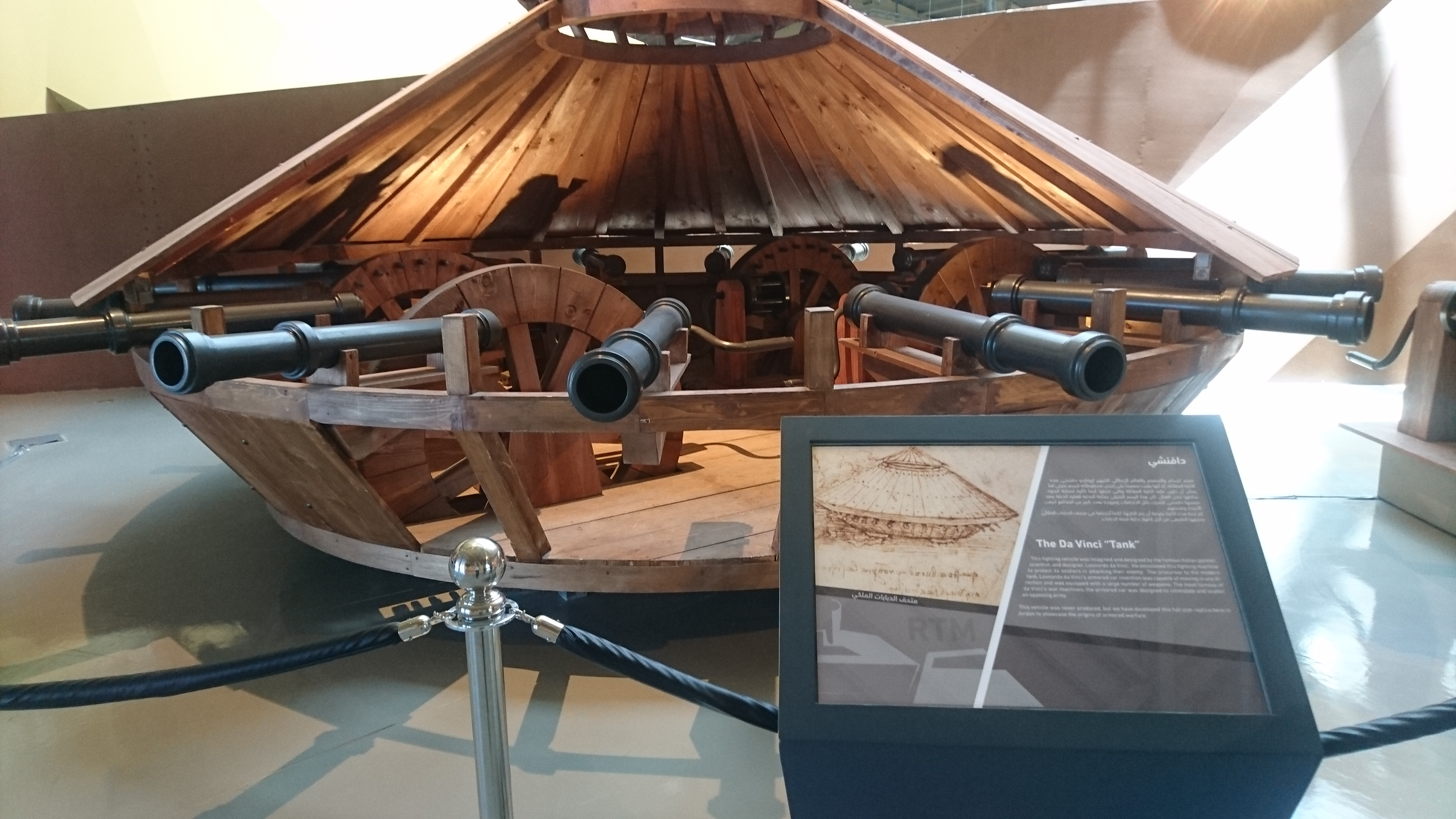
نموذج ثلاثي الأبعاد للمركبة معروض في متحف الدبابات الملكي، عمّان للفنان الأردني إسلام خريم.

تمثّل مركبة دافنشي المُدرَّعة غطاءً مخروطيًا مُستوحًا من قشرة السلاحف. ولقد كان من المفروض أن تكون مصنوعة من الخشب ومُدعَّمة بألواح معدنيّة تزيد من السمك. ويحوي تصميمها على زوايا مائلة من شأنها أن تحيد المركبة عن نيران العدو. يتم تشغيل هذه المركبة بواسطة أربعة رجال. وقد تم تجهيزها بمجموعة من المدافع الخفيفة موضوعة حول محيطها.
كان الهدف الأساسي من تصميم المركبة هو تخويف العدو بدلاً من استخدامها كسلاح عسكري خطير. كما أن حجم المركبة الكبير أدّى إلى عدم قدرتها على التحرّك في التضاريس الوعرة. لذلك، كان بالكاد تطبيق المشروع وتحققيه في القرن الخامس عشر.
لقد كان تصميم تروس المركبة بترتيب معكوس، مما جعلها غير قابلة للتشغيل. يعتقد البعض أن هذا الخطأ كان مُتعمَّدًا من دافنشي كشكل من أشكال الأمن في حال سرقة تصميمه واستخدامه بشكل غير مسؤول. لقد قامت مجموعة من المهندسين بإعادة إنشاء مركبة ليوناردو عام 2010 بناءً على التصميم الأصلي، وقد تم إصلاح الخطأ في الترس، كما تم مؤخرًا عرض نماذج ثلاثية الأبعاد للمركبة في متاحف مختلفة حول العالم كما في فينشي، ميلان، وروما في إيطاليا، وماكاو في الصين وعمّان في الأردن.

## وصلات خارجية
- مركبة ليوناردو القتالية (بالإنجليزية)